# Рисирифудзи
Рисирифудзи (яп. 利尻富士町 Рисирифудзи-тё:) — посёлок в Японии, находящийся в уезде Рисири округа Соя губернаторства Хоккайдо. Площадь посёлка составляет 105,69 км², население — 2775 человек (30 июня 2014), плотность населения — 26,26 чел./км².

## Географическое положение
Посёлок расположен на острове Рисири в губернаторстве Хоккайдо. С ним граничит посёлок Рисири.

## Население
Население посёлка составляет 2775 человек (30 июня 2014), а плотность — 26,26 чел./км². Изменение численности населения с 1980 по 2005 годы:
| 1980 | 6028 чел. |  |
| 1985 | 5520 чел. |  |
| 1990 | 5110 чел. |  |
| 1995 | 4398 чел. |  |
| 2000 | 3536 чел. |  |
| 2005 | 3239 чел. |  |

## Символика
Деревом посёлка считается ель аянская, цветком — мак самосейка, птицей — Erithacus akahige.